# Naaz
Naaz Mohammad (Gorcum, 8 de junio de 1998) o simplemente Naaz, es una cantautora neerlandesa. 

## Biografía
Sus padres huyeron de Irak durante la Guerra del Golfo y Naaz nació en Gorcum y creció en Róterdam. Recibió una educación estricta y protectora hasta que su familia tuvo un accidente de coche. Esto supuso que Naaz se diese cuenta de lo corta que es la vida y se centrase en la música. Era bastante introvertida hasta los 18 años, pero le gustó la atención que recibió tras comenzar su carrera, la cual se centró en cantar y denunciar el bullying (del que ella fue víctima). Naaz participó en la séptima edición del programa de televisión Holland's Got Talent en 2014, pero no fue hasta 2017 cuando se hizo conocida por sus canciones Words and Up to Something. Ambas canciones lograron llegar al Top 40 neerlandés. El 20 de abril de 2018, lanzó su primer EP, titulado Bits Of Naaz.

## Discografía

### Sencillos
| Solo con cualquier listado de éxito en el Top 40 neerlandés | Fecha de salida | Fecha de entrada | Puesto más alto | Número de semanas | Observaciones                          |
| ----------------------------------------------------------- | --------------- | ---------------- | --------------- | ----------------- | -------------------------------------- |
| Sadboy                                                      | 2016            |                  |                 |                   |                                        |
| Words                                                       | 2017            | 2017             | tip10           |                   | No. 42 en el Mega Top 50 / 3FM Megahit |
| Can't                                                       | 2017            |                  |                 |                   |                                        |
| Up To Something                                             | 2017            | 2017             | tip9            |                   | No. 40 en el Mega Top 50 / 3FM Megahit |
| Loving Love                                                 | 2018            | 2018             | tip11           |                   | No. 43 en el Mega Top 50 / 3FM Megahit |

| Título          | Artista            | Año  | Listas de éxitos |
| --------------- | ------------------ | ---- | ---------------- |
| Feel It         | Yellow Claw, Naaz  | 2015 | -                |
| Catch Me        | Yellow Claw, Naaz  | 2015 | -                |
| Brighter Future | Big Gigantic, Naaz | 2016 | -                |
| Stay Sane       | SRNO, Naaz         | 2016 | -                |

| Premio           | Categoría           | Año  |
| ---------------- | ------------------- | ---- |
| XITE Awards 2017 | Mejor Vídeo Musical | 2017 |
| XITE Awards 2017 | Mejor Kickstart     | 2017 |

- Datos: Q46706244
- Multimedia: Naaz (singer) / Q46706244